# Бродерсбі (Шлезвіг-Фленсбург)
Бродерсбі (нім. Brodersby), також Бродерсбю (дан. Brodersby) — громада в Німеччині, розташована в землі Шлезвіг-Гольштейн. Входить до складу району Шлезвіг-Фленсбург. Складова частина об'єднання громад Зюдангельн.
Площа — 10,36 км2. Населення становить Невірний параметр metadata 01 059 016 ос. (станом на 31 грудня 2020).

## Галерея

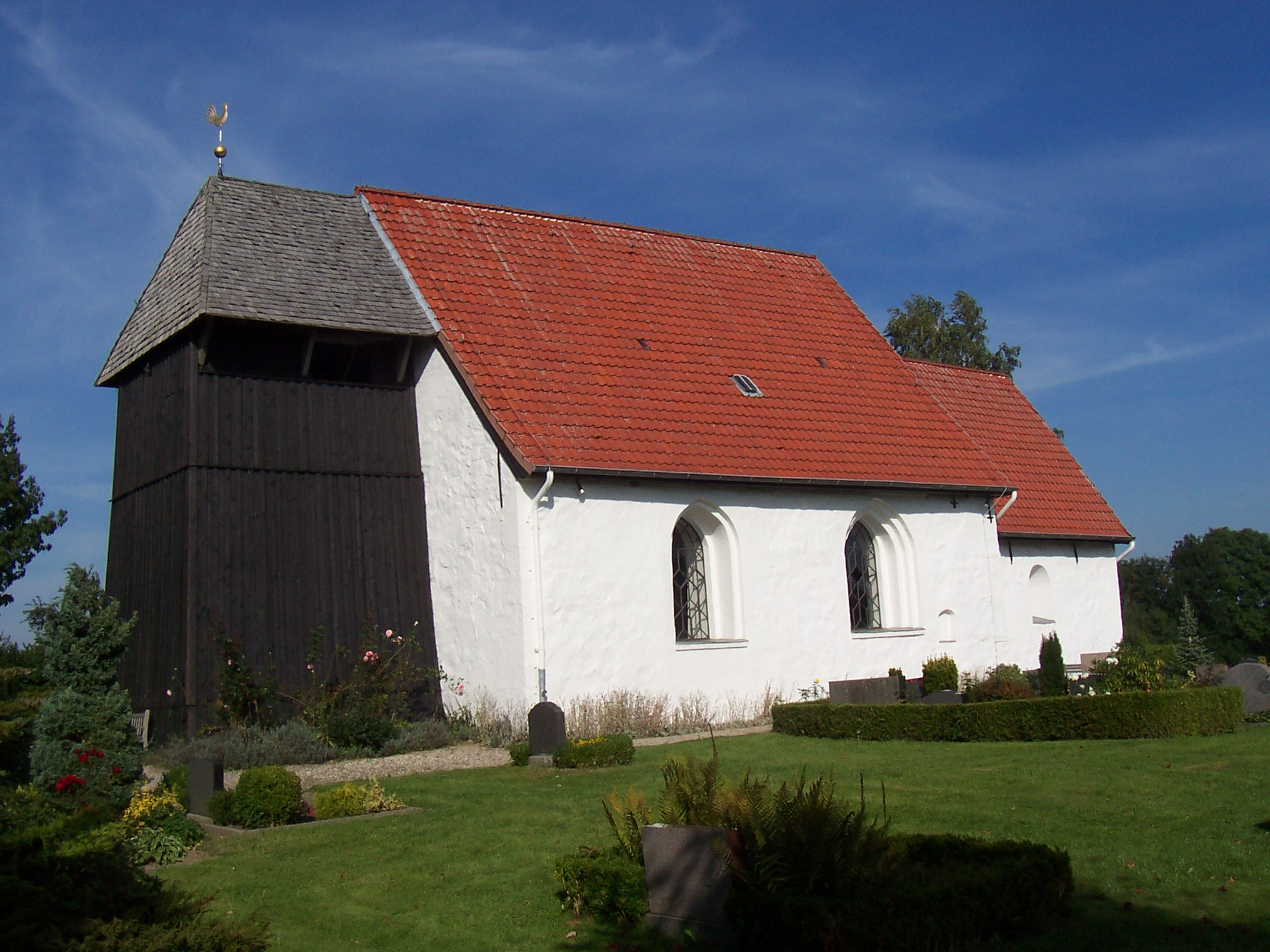